# Georg Irmer
Georg Irmer, född 3 november 1853 i Dessau, död 13 juni 1931, var en tysk historiker och ämbetsman.
Irmer anställdes 1878 vid geheimestatsarkivet i Berlin och var därefter arkivarie i Koblenz, Düsseldorf, Marburg och Hannover. Han ägnade sig med iver åt främjandet av de tyska kolonisationssträvandena och blev 1894 "Landeshauptmann" på Marshallöarna, 1898 legationsråd, 1900 tysk generalkonsul i Genua, 1907 generalkonsul i Sydney, men tog 1911 av hälsoskäl avsked och ägnade sig därefter åt politisk verksamhet.
Irmer utgav Die Verhandlungen Schwedens und seiner verbündeten mit Wallenstein und dem Kaiser von 1631 bis 1634 (tre band, 1888-91), vartill hans fynd av den svenske diplomaten Lars Nilsson Tungels skriftliga kvarlåtenskap i Hannover antagligen gav uppslag, och en biografi över Hans Georg von Arnim (1894).